# Oxford Street
Oxford Street je hlavní dopravní tepnou londýnského obvodu Westminster a jednou z nejznámějších obchodních ulic světa. Vede zhruba od Mramorového oblouku na rohu Hyde Parku přes Oxford Circus k St Giles' Circus, kde se spojuje s Charing Cross Road a Tottenham Court Road. Na východ od tohoto náměstí se jmenuje New Oxford Street a končí u High Holborn. Oxford Street se protíná s jinými známými londýnskými ulicemi, jako například Bond Street a Regent Street.

## Historie
Ulice vede stejným směrem jako původní silnice postavená Římany spojující Hampshire a Colchester. V té době byla jednou z nejvýznamnějších spojnic Londýna s okolím.
V období mezi 12. stoletím a rokem 1782 byla nazývána Tyburn Road (pojmenování po řece Tyburn, která tekla bezprostředně na jih od ní a nyní teče pod ní), Uxbridge Road a Worcester Road . Byla známá jako cesta pro vězně z Newgate Prison na Tyburnské popraviště poblíž Mramorového oblouku.
Na konci 18. století mnoho pozemků v jejím okolí koupil hrabě z Oxfordu a zahájil zde stavební práce. Brzy se tato oblast stala atraktivní zónou zábavy a rozptýlení. V 19. století se ulice stala známou svými obchody.

## Nakupování
Oxford Street je považována za jednu z nejznámějších ulic pro nákupy, místem, kde se nachází velká obchodní centra i mnoho malých obchůdků. Je hlavní nákupní tepnou v Londýně, i když není oblastí s nejluxusnějším zbožím. Je, spolu s Regent Street a Bond Street a mnoha dalšími menšími ulicemi, částí většího obvodu se značnou koncentrací obchodů. Dalším známým nákupním centrem je Knightsbridge se známým obchodním domem Harrods.
Pro mnoho britských obchodních společností jsou jejich centra na Oxford Street vlajkovou lodí, používanou pro předváděcí akce.

### Hlavní obchody
- Selfridges – obchodní dům s luxusním zbožím; na této ulici se nachází již více než jedno století
- Marks & Spencer – obchodní centrum s plochou více než 15 000 m², poblíž Mramorového oblouku
- HMV – největší obchodní dům v Evropě s hudebninami
- Borders – rozsáhlé knihkupectví
- Virgin Megastore – obrovský obchod zaměřený na zábavu
- Topshop – největší jednotlivý obchod zaměřený na módu

## Vánoční světla
Každé Vánoce je ulice ozdobena řadou světelných řetězů. V polovině listopadu vybraná celebrita zapíná ozdobná světla a tato událost je velmi sledovaná. Světla zdobí ulici až do 6. ledna následujícího roku.
Tradice slavnostního rozsvěcení světel trvá od roku 1959, pět let poté, co se začala podobná akce konat na sousední Regent Street. V letech 1967 až 1978, v době recese, se ozdobná světla na ulici nerozsvěcela.
Mezi celebrity, které rozsvítily vánoční světla na Oxford Street, patří například Westlife, Emma Watsonová, Enrique Iglesias, Blue, S Club 7, Ronan Keating, Spice Girls, Linford Christie, Cliff Richard, Bob Geldof a jiní.